# Medgyesi László
Medgyesi László (Budapest, 1973. december 22. –) magyar labdarúgó, első NB I-es mérkőzése 1993. augusztus 8-án volt Újpesti TE - Stadler FC 1-1.

## Pályafutása
Medgyesi László elég vándorló játékos volt. Profi labdarúgó az Újpesti TE csapatában lett, de itt nem sok mérkőzést játszott, ezek után folyton alacsonyabb osztályú együttesekben játszott, de visszakerült az NB I-be az 1996-1997-es szezonban.A csapat amely foglalkoztatta, a Békéscsaba gárdája volt, ahol meghatározó játékosa lett a klubnak.
NB I
- játszott mérkőzések: 173
- rúgott gólok: 7

NB II
- játszott mérkőzések: ?
- rúgott gólok: ?

NB III
- játszott mérkőzések: ?
- rúgott gólok: ?

## Legjobb Eredményei
Magyar Kupa
- 1995/1996 elődöntő (Újpesti TE)

NB I
- 1994/1995 2. helyezés (Újpesti TE)
- 1995/1996 3. helyezés (újpesti TE)

NB II
- 1994/1995 14. helyezés (ESMTK)
- 1995/1996 14. helyezés (FC Tatabánya)